# A Brave Irish Lass
A Brave Irish Lass è un cortometraggio muto del 1909. Il nome del regista non viene riportato nei credit del film che ha come supervisore J. Stuart Blackton.

## Produzione
Il film fu prodotto dalla Vitagraph Company of America.

## Distribuzione
Distribuito dalla Vitagraph Company of America, il film uscì nelle sale cinematografiche statunitensi il 20 marzo 1909. Nelle proiezioni, veniva programmato con il sistema dello split reel, accorpato in un'unica bobina con un altro cortometraggio prodotto dalla Vitagraph, A Friend in the Enemy's Camp.